# 韓運章
韓運章（1879年—1943年），字自步，河南省泌阳县饶良镇（今属社旗县）人。清朝及中华民国官员、中州方志学者。

## 生平
韩运章17岁中秀才，后来中举人，参加殿试。光绪三十三年（1907年）分发礼部主事，迁吏部员外郎。
中华民国成立后，他曾任直隶省大名道道尹。袁世凯、吴佩孚等人曾经“三顾” 韩运章出山，他曾任大总统袁世凯的秘书，曾在河南、陕西、安徽、江苏等省任官。在河南期间，他曾任河南省署总参议兼秘书长，晚年又创办河南通志馆并任馆长，主编《河南历代军事纪略》，参编《地理》、《民政》、《军备》、《司法》、《商业》、《礼俗》、《人物》、《教育》、《疆域沿革》等共175卷。抗日战争爆发后，韩运章所撰各种稿件毁于兵火，残存的少量稿件由今河南大学图书馆、档案馆收藏。
民国32年（1943年），韩运章逝世，享年64岁。

## 家庭
- 子：韩绍湘（1904年－1931年），字源波，中国共产党早期党员，革命烈士。[1]